# Christiaan Cornelis Vlam
Christiaan Cornelis Vlam (C.C. Vlam) (Hoorn (Noord-Holland), 8 januari 1916 – Eefde, Gorssel, 30 augustus 1999) was een Nederlands onderwijzer en (amateur)musicoloog.
Hij was zoon van Netta Maria Roos en handelsbediende Martinus Vlam. Hij was broer van Alida Edelman-Vlam. Hijzelf was getrouwd met Tine Martha Klop.
Hij groeide op in Hoorn, alwaar hij de hogereburgerschool aflegde. Hij ging vervolgens wis- en natuurkunde studeren aan de Universiteit van Utrecht, alwaar hij ook musicologie studeerde. Zijn loopbaan kreeg een knak tijdens de Tweede Wereldoorlog waar hij terugkeerde naar zijn geboortestad om onder te duiken. Na 1945 trad hij in dienst bij KEMA te Arnhem; hij was er natuurkundige. Hij leerde daar Hendrik Brinkman kennen, hoogleraar natuurkunde aan de Universiteit van Groningen; Vlam promoveerde aldaar. 
Vanaf 1949 was hij in Leiden te vinden; hij werd er laboratoriumonderzoeker en ook docent aan de instrumentmakersschool (onder andere opleiding tot opticien). Dat laatste groeide uit tot het conrectorschap van Het Rijnlands Lyceum Oegstgeest (1965-1968). In Leiden bemoeide hij zich ook met het culturele leven, was er bijvoorbeeld vicevoorzitter van de Leidse Muziekschool, voorzitter van de plaatselijke Maatschappij tot Bevordering der Toonkunst en lid van Commissie voor de Volkszang. Hij was voorts dirigent van het schoolorkest, waarvoor hij de Rijnlandse Feestouverture (1962) schreef en hij was organisator achter schoolconcerten aldaar.
Vanaf 1968 was hij rector van de scholengemeenschap (athenemum-mavo) te Oosterwolde, de voorloper van het Stellingwerf College. Hij werd binnen de gemeente Ooststellingwerf voorzitter van de Culturele Raad.
Op zijn eerdere vakgebied kwam The structure of the emission bands of luminescent solids van zijn hand. Samen met Maarten Albert Vente publiceerde hij Bouwstenen voor een geschiedenis der toonkunst in de Nederlanden (1965-1972). Voorts schreef hij een aantal artikelen over Nederlandse muziek uit de 17e en 18e eeuw. Hij, eenmaal met pensioen. verzamelde en redigeerde die muziek ook wel, geïnspireerd op het werk van Daniël François Scheurleer. Bij het Nederlands Muziek Instituut ligt De collectie Vlam, een verzameling speelmansboeken uit de periode 1700-1900. Aan de hand daarvan deed het Meertens Instituut rond 2005 onderzoek.